# Frikasszé
A frikasszé (francia eredetű szó) a gasztronómiában vagdalt húsból, tojásból, áztatott zsemlyéből, fűszerekből és szalonnából készült ételt jelöl, amelyet akár egybesütve, akár pogácsaalakban hirtelen sütve tálalnak. Leginkább borjúhúsból vagy marhahúsból készítik. Húslével feleresztve és tojássárgájával elkeverve adja a kedvelt frikasszé-mártást, amelyet különösen abált szárnyas díszítésére használnak.

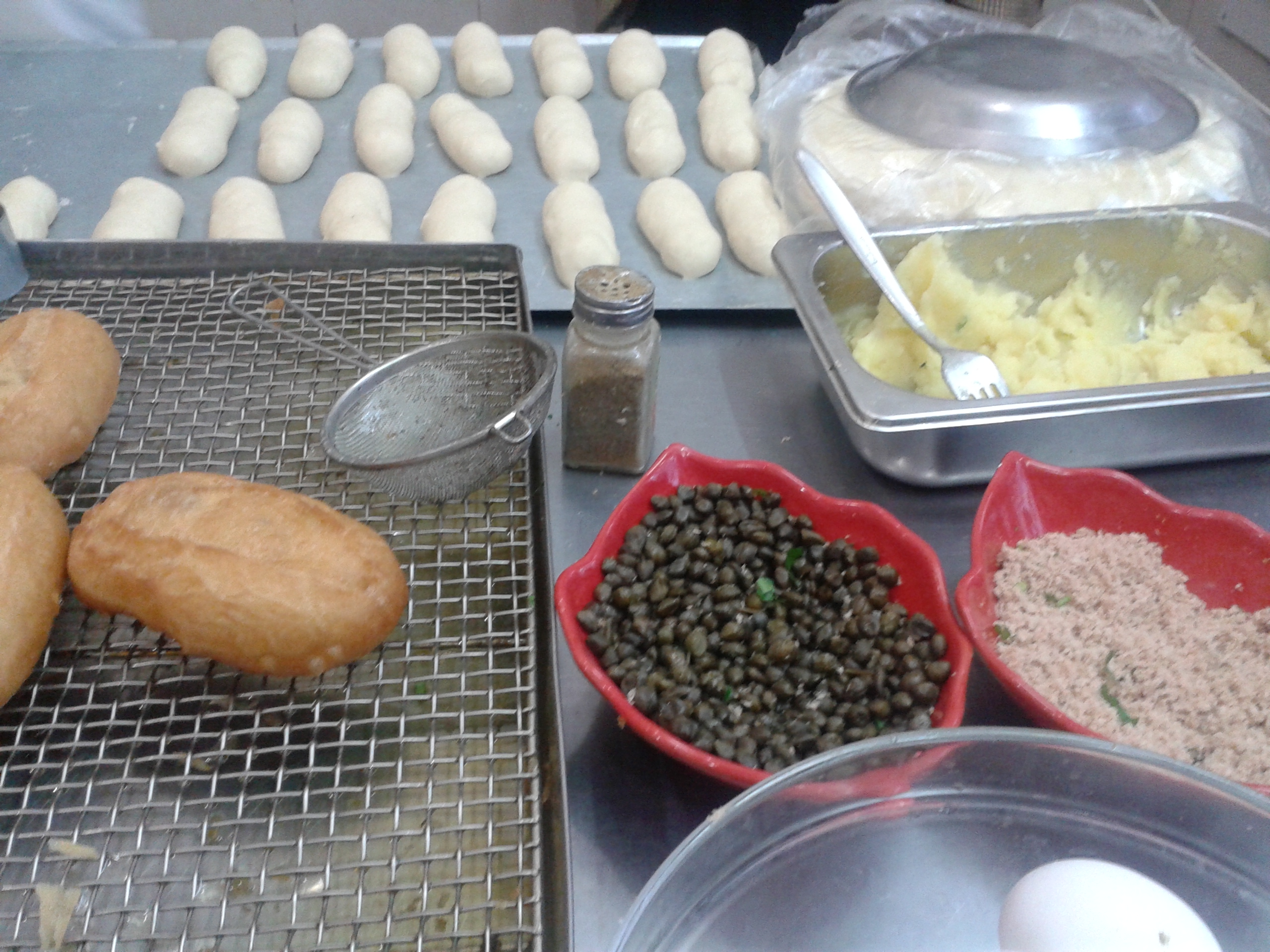
Frikasszé